# جانكارلو أنتونيوني
جانكارلو أنتونيوني (Giancarlo Antognoni)، (مارشانو بمقاطعة بيرودجا، 1 ابريل 1954)، لاعب كرة قدم إيطالي سابق.
لعب مع منتخب إيطاليا لكرة القدم.
- 1970-1971 : Astimacobi (إيطاليا)
- 1972-1987 : فيورنتينا (إيطاليا)
- 1987-1989 : لوزان (سويسرا)

بدأ مسيرته في الدوري الإيطالي في دوري الدرجة الرابعة مع نادي Astimacobi ، كان لا يزال عمره ستة عشر عاما. في عام 1972، أقنعه نيلز Liedholm للانضمام إلى فيورنتينا.
لعب لأول مرة في بطولة إيطاليا في تشرين الأول / أكتوبر 1972 مع فيورنتينا، وفاز Coppa إيطاليا (كأس الإيطالية) في عام 1976.
Antognoni لعب 412 مباراة مع فيورنتينا وسجل 61 هدفا.
المنتخب الوطني
Antognoni بدأاللعب مع المنتخب الوطني في عام 1974، في مباراة ضد هولندا في سن العشرين. فاز في كأس العالم لكرة القدم 1982، لعب الدور نصف النهائي لكنه لم يتمكن من لعب النهائي بسبب الإصابة.
سجل في 73 مباراة دولية (7 اهداف) والاخير له عندما لعب ضد تشيكوسلوفاكيا في تشرين الثاني / نوفمبر 1983. أربع مرات كان كابتن المنتخب الوطني.

## الأوسمة
بطل العالم في عام 1982 مع المنتخب الإيطالي
Coppa إيطاليا (كأس إيطاليا) في عام 1976 مع فيورنتينا

## روابط خارجية
- جانكارلو أنتونيوني على موقع الاتحاد الدولي (مؤرشف)  (الإنجليزية)
- جانكارلو أنتونيوني على موقع قاعدة بيانات كرة القدم.إي يو (الإنجليزية)
- جانكارلو أنتونيوني على موقع ناشيونال فوتبول تيمز (الإنجليزية)
- جانكارلو أنتونيوني على موقع عالم كرة القدم.نت (الإنجليزية)